# Albert Deckmyn
Albert Deckmyn (Mers-les-Bains, 29 april 1915 - Rumbeke, 16 januari 1989) was een Belgisch advocaat, politicus en redacteur.

## Levensloop
Deckmyn studeerde rechten in Gent, alwaar hij actief werd in het KVHV en het Verdinaso. Vervolgens vestigde hij zich als advocaat in Kortrijk. 
In mei 1941 trad hij toe tot de Eenheidsbeweging-VNV. Hij werd er medewerker van het weekblad De Nationaal-Socialist. In 1941 volgde hij er Pol Le Roy op als hoofdredacteur, een functie die hij zou blijven uitoefenen tot het tijdschrift in mei 1944 door de Militärverwaltung een verschijningsverbod opgelegd kreeg. Hij werd vervolgens opgevolgd als hoofdredacteur door Antoon Mermans, zelf werd hij directeur van het tijdschrift. Onder Deckmyns bewind kreeg De Nationaal-Socialist een sterk Diets karakter en verscheen vanaf 1943 Help U Self als bijlage dat handelde over de Dietsche Militie - Zwarte Brigade. Tevens was hij actief in het Dietsch Eedverbond en lid van de Stedelijke Kultuurcommissie die op 2 maart 1943 was opgericht door het schepencollege en de Stedelijke Kultuurdienst van de stad Kortrijk.
Op 2 september 1944 vluchtte hij naar Duitsland. Op 26 juni 1945 werd hij aangehouden door de militaire politie en overgedragen aan het krijgsauditoraat te Brussel. Hij werd veroordeeld voor 15 jaar, maar kwam reeds in juli 1950 vrij. Vervolgens vestigde hij zich als zelfstandig juridisch raadgever. In 1952 ging hij aan de slag in de onderneming van zijn broer Gilbert, het latere fotogravure Deckmyn & Co NV.